# Kediri (Gading Rejo)
Kediri is een bestuurslaag in het regentschap Pringsewu van de provincie Lampung, Indonesië. Kediri telt 2217 inwoners (volkstelling 2010).